# Cuza Vodă (gmina Stăncuța)
Cuza Vodă – wieś w Rumunii, w okręgu Braiła, w gminie Stăncuța. W 2011 roku liczyła 1498 mieszkańców.